# Eliżanki
Eliżanki – przysiółek wsi Droszew w Polsce, położony w województwie wielkopolskim, w powiecie ostrowskim, w gminie Nowe Skalmierzyce, w Kaliskiem, ok. 7 km od Nowych Skalmierzyc. Wchodzą w skład sołectwa Droszew. 

## Podział administracyjny
W XIX wieku miejscowość przynależała administracyjnie do powiatu pleszewskiego. W latach 1975–1998 do województwa kaliskiego, od 1999 do powiatu ostrowskiego.

## Historia
Nazwa Elizanki zalicza się do grupy nazw patronimicznych, od imienia właścicielki Eliza (Elizabeth, Elżbieta).
Pod koniec XIX wieku Eliżanki były folwarkiem o powierzchni około 150 morg z najbliższą stacją kolei żelaznej w Biniewie.